# Baillou
Baillou é uma comuna francesa na região administrativa do Centro, no departamento Loir-et-Cher. Estende-se por uma área de 19,17 km². Em 2010 a comuna tinha 225 habitantes (densidade: 11,7 hab./km²).